# Viscum multiflorum
Viscum multiflorum är en sandelträdsväxtart som beskrevs av Paul Lecomte. Viscum multiflorum ingår i släktet mistlar, och familjen sandelträdsväxter. Inga underarter finns listade i Catalogue of Life.